# Yuri Chinen
Yuri Chinen (japonès: 知念侑李)  (Hamamatsu, 30 de novembre de 1993) és un cantant i actor japonès, membre del grup Hey! Say! JUMP i durant un temps també de NYC.
Va néixer el 30 de novembre de 1993 a Hamamatsu, a la prefectura de Shizuoka. És membre de l'agència de talents Johnny & Associates. Després d'estar en la secció d'aprenentatge de Johnny's Jr. el 2007, amb tretze anys, va entrar a formar part del grup Hey! Say! 7, amb Ryosuke Yamada, Yuya Takaki, Daiki Arioka i Yuto Nakajima. Finalment, el 24 de setembre de 2007 es va decidir la formació de Hey! Say! JUMP amb la resta dels companys que de Hey! Say! 7, a més dels nous membres del grup anomenat BEST.
A banda de les seves activitats amb aquest grup, dintre de la mateixa agència, el 2009 va ser integrat, juntament amb Ryosuke Yamada, Yuma Nakayama i els membres del grup B. I. Shadow, Kento Nakajima, Fuma Kikuchi, Yugo Kochi i Hokuto Matsumura, va ser integrap al grup NYC Boys, més tard anomenat simplement NYC, grup amb que va llançar al mercat diversos senzills. A més, amb aquesta formació va fer la seva primera aparició al programa especial de cap d'any NHK Kōhaku Uta Gassen.
Va ser elegit diverses vegades animador oficial del campionat japonès escolar de voleibol, juntament amb tot Hey! Say! JUMP, el 2008 i 2009, els membres de Hey! Say! 7, el 2010, i amb el seu company de grup Ryosuke Yamada, el 2011.
Quant a la seva carrera com a actor, el 2008 va protagonitzar la sèrie Scrap Teacher ~Kyoshi Saisei~, conjuntament Ryosuke Yamada. El 2012 va esdevenir protagonista en solitari per primera vegada la sèrie i adaptació del manga Sprout de Nippon TV. El 2014 va aparèixer per primera vegada a la sèrie de televisió de TV Asahi Hissatsu Shigotonin, que es produeix de manera reiterada al llarg dels anys. Posteriorment hi ha continuat apareixent, i el 2023 es va anunciar de nou la seva participació. També ha fet treballs de doblatge: el 2007 va posar la seva veu a la pel·lícula d'anime El samurai sense nom i el 2011 va posar veu per a la versió japonesa de la pel·lícula Els Barrufets.